# Quechua del Huallaga
El quechua del Huallaga o quechua huanuqueño es una variedad dentro del grupo de las lenguas quechuas del rama Quechua I, propia de la parte central del departamento de Huánuco, en la provincia de Huánuco.

## Distribución geográfica
Esta variedad se habla en la zona central del departamento peruano de Huánuco, principalmente en los distritos de Amarilis, Chinchao, Churubamba, Huánuco, San Francisco de Cayrán y Santa María del Valle, de la provincia de Huánuco.
Este Quechua I se diferencia del Quechua II por el uso de vocales alargadas y en varios morfemas. Según los lingüistas Torero y Carranza, son más antiguos que el Quechua II.

## Influencias de los hablantes
Hacia 1993, el quechua del Huallaga era hablado de forma monolingüe por el 66% de la población de sus hablantes nativos, el resto de los cuales son bilingües principalmente en español. Mientras la comunicación en quechua todavía mantiene su valor cultural dentro de comunidades, el español está preferido para el uso intercomunitario. Debido al bilingüismo extendido, una porción de vocabulario español (mayormente términos para la tecnología desarrollada recientemente) ha sido incorporada en el quechua huanuqueño, asimismo el español local también ha prestado palabras del quechua. Según David Weber, el lingüista de la UCLA quien publicó la 1989 gramática del quechua del Huallaga, algunos fonos ahora comunes en este quechua se presentan únicamente en préstamos del español y palabras onomatopéyicas, pero la lengua parece no haber tenido ninguna influencia estructural del español allende dichos fonos y vocabulario.

## Descripción lingüística

### Alfabeto
Al no haber tenido un lenguaje escrito hasta después de la conquista española del Imperio Inca , las lenguas quechuas en toda América del Sur ahora usan caracteres del alfabeto latino . El sistema fue estandarizado por el gobierno peruano en los años setenta y ochenta por el Ministerio de Educación del Perú (4023-75). Las publicaciones recientes en Huallaga Quechua, sin embargo, se ajustan a un nuevo estándar (0151-84) y el alfabeto de la Academia Regional de Quechua de Huánuco, autorizado por Resolución Presidencial 001–93–P–ARQHCO, el cual fue reconocido y oficializado por el Ministerio de Educación mediante Resolución Directoral Regional 00083–94–ED.
El orden alfabético es el siguiente: a (y ä), b, c (ch), d, e (y ë), f, g, h, i (e ï), j, l (ll), m, n, ñ, o (y ö), p, qu, r (rr), s (sh), t, u (y ü), w, y. Salvo en nombres propios, h, k, q, v, x y z no se emplean como letras independientes.
|             |             | Bilabial | Alveolar | Postalveolar | Palatal | Velar  | Uvular | Glotal | Labiovelar |
| ----------- | ----------- | -------- | -------- | ------------ | ------- | ------ | ------ | ------ | ---------- |
| Oclusiva    | Oclusiva    | p (b)    | t (d)    |              |         | c (qu) | g (gu) |        |            |
| Nasal       | Nasal       | m        | n        |              | ñ       |        |        |        |            |
| Vibrante    | Vibrante    |          | r rr     |              |         |        |        |        |            |
| Fricativa   | Fricativa   |          | s        | sh           |         |        |        | j      |            |
| Africada    | Africada    |          | ch       |              |         |        |        |        |            |
| Aproximante | Aproximante |          |          |              | y       |        |        |        | w          |
| Lateral     | Lateral     |          | l        |              | ll      |        |        |        |            |

En las regulaciones (0151-84) publicadas después del estándar del Ministerio de Educación peruano, [q] es transcrito por ⟨g⟩ y [h] por ⟨j⟩.
Las vocales son ⟨a, e, i, o, u⟩, que corresponden a sus valores de IPA. La ortografía para una vocal larga en el estándar del Ministerio (4023-75) es duplicar la vocal: [aː] → ⟨aa⟩, y las nuevas (0151-84) regulaciones aplican una diéresis [aː] → ⟨ӓ⟩.

## Fonología

### Consonantes fonémicos
|             | Bilabial | Alveolar | Postalveolar | Retrofleja | Palatal | Velar | Uvular | Glotal | Labiovelar sonora |
| ----------- | -------- | -------- | ------------ | ---------- | ------- | ----- | ------ | ------ | ----------------- |
| Oclusiva    | p (b)    | t (d)    |              |            |         | k     | ɢ      |        |                   |
| Nasal       | m        | n        |              |            | ɲ       |       |        |        |                   |
| Vibrante    |          | ɾ        |              |            |         |       |        |        |                   |
| Fricativa   |          | s        | ʃ            | ʐ          |         |       |        | x      |                   |
| Africada    |          | t͡ʃ       |              |            |         |       |        |        |                   |
| Aproximante |          |          |              |            | j       |       |        |        | w                 |
| Lateral     |          | l        |              |            | ʎ       |       |        |        |                   |

Las oclusivas sonoras se producen principalmente en palabras de sonido simbólico, por ejemplo, bunruru- , 'retumbar [como trueno]', y palabras prestadas del español, por ejemplo , aabi , 'pajarito', del español ave. 

### Vocales
|         |         | Anterior | Central | Posterior |
| ------- | ------- | -------- | ------- | --------- |
| Cerrada | Cerrada | i        |         | u         |
| medio   | medio   | (e)      |         | (o)       |
| Abierta | Abierta |          | a       |           |

Ambas vocales medias en quechua del Huallaga también son préstamos españoles. El inventario original de tres vocales que contrasta solo la altura y la parte posterior, es típico en los dialectos quechua.

#### Longitud
La longitud se contrasta fonológicamente en Huallaga Quechua. Aunque la longitud fonética es una característica vocálica, el sistema fonológico trata la longitud vocal como una consonante. Esto se vuelve especialmente importante en las limitaciones de la estructura de la sílaba.

Las diferencias semánticas finas se pueden expresar por la longitud de la vocal:
/ kawa-ra-ː- ͡tʃu / → [kawaraː ͡tʃu] 'No viví'
vivir-PST-1-NEG
/ kawa-ː-raː-͡tʃu / → [kawaː raː ͡tʃu] 'Todavía no vivo'
vivir-1-aún-NEG
En los préstamos del español, el quechua del Huallaga a menudo presenta el énfasis acentuado de la sílaba como longitud vocal, incluso si el acento no cae en la penúltima.

### Segmentación
La estructura máxima de la sílaba del quechua del Huallaga es CVC, siendo V, VC y CV también permisibles. CCC, CC #, #CC y VV son
inadmisibles.
- [huk] 'uno'
- [tan.ta] 'pan'
- [pa.qas.raq] 'aún la noche'
- [kaː.ʐu] 'camión'

Al segmentar una palabra en el quechua del Huallaga para las sílabas, el proceso es sistemático y directo. Comienza desde el final de la palabra, trabajando hacia atrás: todas las vocales se convierten en núcleos silábicos. Si la palabra termina en consonante, esa consonante es la coda de la sílaba final de la palabra. Cualquier consonante que precede a una vocal es el inicio de esa sílaba. Cualquier dos consonantes en una fila abarcará un límite de sílaba. Es importante tener en cuenta que las consonantes en este caso incluyen la longitud; un CV: la sílaba no es una sílaba abierta, sino una sílaba cerrada bimoraica .

##### Inserción de -ni-
La adición de la fijación morfológica complica la derivación de sílabas felices. Ciertos sufijos comienzan con grupos consonánticos o consisten en consonantes individuales, incluida la longitud vocálica. El único entorno en el que estos sufijos no producirían sílabas no permitidas es seguir una vocal no alargada al final de una raíz. La categoría de sufijos posesivos, en particular, se somete a un proceso de inserción de sílabas para evitar que la fijación de estos sufijos a las raíces bimoraicas produzca estructuras ilegales. La sílaba sin sentido -ni- se inserta en el límite del morfema donde una raíz bimoraica final se encuentra con un sufijo posesivo con una consonante que aparece antes de un límite de sílaba.
- Sílabas infelices sin -ni- inserción

```
/ hatun- + -ː / → * [hatuŋː] 
'mi grande'

/ maqa-ma-q- + -n.͡tʃi: / → * [maɢamaχ
ɲ
t͡ʃi:] 
'el que nos golpeó'

/ ɲatin- + -j.naq / → * [ɲatiŋjnaq] 
'sin hígado'

/ papaː- + -n / → * [papaːn] 
'su padre'
```

- Sílabas felices con -ini- inserción

/ hatun- + -ː / → [ha.tun.niː] 'mi gran'
/ maqa-ma-q- + -n.͡tʃiː / → [ma.ɢa.maχ.niɲ.͡tʃiː] 'el que nos golpeó'
/ ɲatin- + -j.naq / → [ɲa.tiŋ.nij.naχ] 'sin hígado'

/ papaː- + -n / → [pa.paː.niŋ] 'su padre' [3]
Un valor atípico interesante en este proceso es el sufijo posesivo [-juq], cuya afijación provoca la inserción de -ni- opcionalmente. Esta evidencia habla de la generalización de la regla morfo-fonológica- n- inserción a través de toda la categoría morfológica de sufijos posesivos en lugar de ser verdaderamente una regla determinada fonológicamente.
/ atuq- + -juq / → [a.toχ.ni.joχ]
/ atuq- + -juq / → [a.toɢ.joχ] [3]

## Números
Los números en quechua de Huallaga son:
| N.º  | Quechua del Huallaga | AFI      | Español |
| ---- | -------------------- | -------- | ------- |
| 1    | huk                  | 'huk     | uno     |
| 2    | ishkay               | 'iʃkaj   | dos     |
| 3    | kimsa                | 'kimsa   | tres    |
| 4    | chusku               | 'ʧusku   | cuatro  |
| 5    | pichqa               | 'piʧɢa   | cinco   |
| 6    | suqta                | 'soχta   | seis    |
| 7    | qanchis              | 'ɢaɲʧis  | siete   |
| 8    | pusaq                | 'pusaχ   | ocho    |
| 9    | isqun                | 'isɢon   | nueve   |
| 10   | chunka               | 'ʧuŋka   | diez    |
| 100  | pachak               | 'paʧak   | cien    |
| 1000 | waranqa              | wa'ɾaŋɢa | mil     |

## Páginas web
- Weber D.J. et al. Rimaycuna (Quechua de Huánuco: Diccionario del quechua del Huallaga con índices castellano e ingles).— Lima: Instituto Lingüístico de Verano, 1998. — 799 p.
- Weber D.J. Los sufijos posesivos en el quechua del Huallaga (Huánuco). — Yarinacocha: Instituto Lingüístico de Verano, 1976. — 61 p.
- Weber D.J. Suffix-as-operator analysis and the grammar of successive encoding in Llacón (Huánuco) Quechua. — Yarinacocha: Instituto Lingüístico de Verano, 1976. — vi, 118 p.
- Weber D.J. Una gramática del quechua del Huallaga (Huánuco).— Lima: Ministerio de Educación and Instituto Lingüístico de Verano, 1996. — 641 p.

### Biblia
- Tayta Diosninchi isquirbichishan: Unay Testamento (Antiguo Testamento), Mushoj Testamento (Nuevo Testamento)
- The story of The Tower of Babel in Huallaga Quechua

- Datos: Q35492